# Liste des lacs et mares au Niger
La liste de lacs au Niger répertorie la liste non exhaustive des lacs présents sur le territoire du Niger.

## Lacs notoires et catégories de lacs présents dans le pays
Le lac Tchad est le seul lac important du pays et le secteur nigérien en possède 17 % de la superficie, soit 2774 km². En période de contraction et de décrue, le nord du bassin du lac Tchad sèche en formant des marées de saisons. À ces moments-là, le bassin septentrional du lac est asséché, privant le Niger d'un accès aux eaux libres du lac Tchad.
Il existe au Niger de nombreux types de lacs, d'étangs et de mares. La liste ci-dessous distingue quelques types de lacs : 
- Les lacs intérieurs
- Les mares permanentes[3]
- Sites Ramsar[4]